# 플레게톤강
플레게톤강(그리스어: Φλεγέθων, Πυριφλεγέθων, 영어: Phlegethon, Pyriphlegethon)은 불로 이루어진 강으로 이 강을 지나는 동안 불에 의해 영혼이 정화되고 이렇게 정화된 영혼이 스틱스 강을 거쳐 하데스의 궁전으로 들어간다고 한다.

## 같이 보기
- 에레보스
  - 아케론 강
  - 코퀴토스 강
  - 스틱스 강
  - 레테 강
- 타나토스